# Mustafa III
Mustafa III (arab.: مصطفى الثالث) (ur. 28 stycznia 1717 – zm. 21 stycznia 1774) – sułtan Imperium Osmańskiego w latach 1757–1774.
Był synem sułtana Ahmeda III. Był wielkim reformatorem państwa Osmanów. Przeprowadził reorganizację armii i artylerii. Założył sieć akademii wojskowych, których adepci zgłębiali nauki matematyczne, nawigację i inne nauki ścisłe.
Naruszenie terytorium tureckiego przez oddział Kozaków, ścigających konfederatów barskich i spalenie Bałty oraz rozpoczęcie przez Katarzynę II dławienia konfederacji barskiej, zmusiło władcę do wypowiedzenia Rosji wojny 25 września 1768. Zakończył ją traktat w Küczük Kajnardży.
Mustafa III był obiektem drwin ze strony Woltera, który w listach do Katarzyny II, określił go jako "grubego i ignoranckiego".